# Adolphe de Hesse-Philippsthal-Barchfeld
Adolphe de Hesse-Philippsthal-Barchfeld ((de) Adolf von Hessen-Philippsthal-Barchfeld) (né le 29 juin 1743 à Ypres; décédé le 17 juillet 1803 à Barchfeld) est landgrave de Hesse-Philippsthal-Barchfeld de 1777 à 1803.

## Biographie
Sa carrière militaire débute au service du Landgraviat de Hesse-Cassel. Il passe au service des Provinces-Unies comme colonel du 3e Régiment d'infanterie d'Orange-Nassau. En 1773 il se met au service de l'armée prussienne, comme  commandant du 55e régiment de fusiliers. Il gagne la confiance de Frédéric II et est promu général de division (Generalmajor) le 16 janvier 1777. Au cours de la guerre de succession de Bavière, attaqué par l'avant-garde du général Wurmser (1779), il est capturé et détenu dans la forteresse d'Habelschwerdt. Libéré l'année suivante, il démissionne des cadres de l'armée et se retire à Barchfeld.
Il achète en 1794 le domaine de Nesselröden et revend trois ans plus tard pour la somme de 24 000 thalers le domaine de Wehra à la Chambre royale de Cassel.

## Famille
Fils de Guillaume de Hesse-Philippsthal-Barchfeld et de Charlotte-Wilhelmine d'Anhalt-Bernbourg-Hoym.
Le 18 octobre 1871, Adolphe de Hesse-Philippsthal-Barchfeld épousa Louise de Saxe-Meiningen (1752-1805), (fille du duc Antoine de Saxe-Meiningen).
Six enfants sont nés de cette union :
- Frédéric de Hesse-Philippsthal-Barchfeld (1782-1783)

- Charles de Hesse-Philippsthal-Barchfeld, landgrave de Hesse-Philippsthal-Barchfeld

- Guillaume de Hesse-Philippsthal-Barchfeld (1786-1834), en 1812 il épousa Julienne-Sophie de Danemark (1788-1850), (fille de Frédéric de Danemark)

- Georges de Hesse-Philippsthal-Barchfeld (1787-1788)

- Ernest de Hesse-Philippsthal-Barchfeld (1789-1850)

- Charlotte de Hesse-Philippsthal-Barchfeld (1794-1794)

Adolphe de Hesse-Philippsthal-Barchfeld appartient à la lignée de Hesse-Philippsthal-Barchfeld, cette sixième branche est issue de la cinquième branche de la Maison de Hesse. Les six branches qui composent la Maison de Hesse sont toutes issues de la première branche de la Maison de Brabant.
Adolphe de Hesse-Philippsthal-Barchfeld est l'ancêtre de l'actuel landgrave de Hesse-Philippsthal-Barchfeld, le prince Guillaume de Hesse-Philippsthal (1933-).